# Wladislaw Fjodorowitsch Balandin
Wladislaw Fjodorowitsch Balandin (russisch Владислав Фёдорович Баландин; * 29. September 1928; † 20. November 1997 in Moskau) war ein sowjetischer bzw. russischer Theater- und Film-Schauspieler sowie Synchronsprecher.

## Laufbahn
Wladislaw Balandin trat ab den frühen 1950er Jahren am Theater am Maly Bronna auf, außerdem war er am Ostrowski-Theater des Oblast Moskau und am Neuen Dramatheater in der sowjetischen Hauptstadt aktiv. Zu den von ihm bedienten Stücken zählten Der junge Adler von Edmond Rostand und Christopher Marlowes Edward II.
Sein Filmdebüt gab der dunkelhaarige Mime in Dragozenny podarok (1956) von Alexander Rou, der ihn mehrere Jahre später noch einmal in seinem Alterswerk Die schöne Warwara (1970) besetzen sollte. Es folgten das Drama Во власти золота (Wo wlasti solota, 1957), in dem Balandin seine einzige Hauptrolle vor der Kamera gab, und die Scholochow-Verfilmung Der stille Don, in der er einen Offizier der Weißen Armee verkörperte. Außerdem war Balandin als Nebendarsteller an der Filmbiografie Песня о Кольцове (Pesnja o Kolzowe, 1958) über Alexei Kolzow sowie an der sowjetisch-italienischen Koproduktion Italiani brava gente (1964) beteiligt. Seine letzte größere Rolle in einem Kinofilm gab er in Das Geschenk des schwarzen Zauberers (1979), danach folgten nur noch Statistenrollen in Прощай, шпана замоскворецкая… (Proschtschai, schpana samoskworezkaja... (1987) und der Dumas-Adaption Королева Марго (Korolewa Margo) sowie zwei Folgen der Fernsehserie Кафе "Клубничка" (Cafe „Klubnitschka“, alle 1996). Neben seinem Wirken vor der Kamera lag Balandins Hauptaugenmerk über Jahre hinweg jedoch auf der Synchronisation fremdsprachiger Filme aus dem Ausland sowie den Unionsrepubliken.
Balandin trug seit dem 20. Dezember 1976 den Titel Verdienter Künstler der RSFSR. Er starb 69-jährig in Moskau und wurde auf dem Wagankowoer Friedhof, Abschnitt 28, beigesetzt.

## Filmografie (Auswahl)

### Darsteller
- 1956: Dragozenny podarok
- 1957: Der stille Don, Teil 2 (Tichi Don)
- 1958: Der stille Don, Teil 3
- 1958: Fahrt über drei Meere (Choschdenije sa tri morja)
- 1969: Der Dorfdetektiv (Derewenski detektiw)
- 1970: Die schöne Warwara (Warwara-krassa, dlinnaja kosa)
- 1977: Das haben wir noch nicht durchgenommen (Eto my ne prochodili)
- 1979: Das Geschenk des schwarzen Zauberers (Podarok tschjornowo korduna)

### Synchronsprecher
- 1959: Die Donau brennt (Valurile Dunării)
- 1960: Die Kreuzritter (Krzyżacy)
- 1961: Es muß nicht immer Kaviar sein – für Werner Peters
- 1967: Bonnie und Clyde (Bonnie und Clyde)
- 1967: Die Hexenwand (Ściana Czarownic)
- 1973: Zanjeer
- 1976: Marek, reich mir die Feder! (Marecku, podejte mi pero!)
- 1976: Röövpüüdjajaht
- 1982: Ich weiß, daß du weißt, daß ich weiß (Io so che tu sai che io so)
- 1986: Das Märchen vom Däumling (Sprīdītis)
- 1988: Der Rubin des Blutes (Bloodstone)
- 1990: GoodFellas – Drei Jahrzehnte in der Mafia (Goodfellas)
- 1991: JFK – Tatort Dallas (JFK)